# 모세스 건

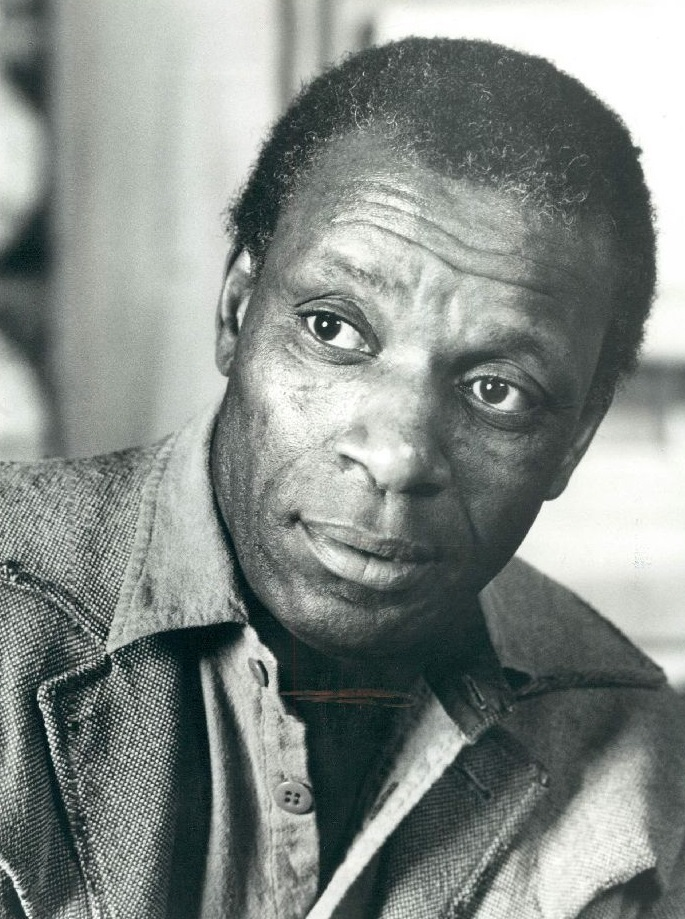

모지스 건(Moses Gunn, 1929년 10월 2일 ~ 1993년 12월 16일)는 미국의 배우이다.
세인트루이스에서 태어났다.

## 출연 작품
- 멤피스에서 생긴 일 (1992년)
- 사랑의 하모니 (1991년)
- 베이츠 모텔 (1987년)
- 메두사 파괴 공작 (1987년)
- 승리의 전쟁 (1986년)
- 킬링 플로어 (1985년)
- 써튼 퓨리 (1985년)
- 초능력 소녀의 분노 (1984년)
- 네버엔딩 스토리 (1984년) - 카이론 역
- 아미티빌 2 (1982년)
- 래그타임 (1981년)
- 9번째 배치 (1980년)
- 리멤버 마이 네임 (1978년)
- 롤러볼 (1975년) - 크리터스 역
- 아론은 안젤라를 사랑했다 (1975년)
- 아이스맨 코메스 (1973년)
- 핫 락 (1972년)
- 와일드 로버스 (1971년)
- 샤프트 (1971년)
- 위대한 희망 (1970년)

### 텔레비전
- 코스비 가족 (1984년)
- 내일은 태양 (1981년)
- 초원의 집
- 뿌리 (1977년)